# بورغدورف
بورغدورف (هانوفر) (بالألمانية: Burgdorf, Hanover) هي بلدة ألمانية تقع في ألمانيا في Hanover region.  يقدر عدد سكانها بـ 31,700 نسمة .

## المدن التوأمة
مدن برجدورف (سويسرا)، كالبة (زاله)، ريدن، Ząbkowice Śląskie و Sourdeval هي مدن توأمة لـبورغدورف (هانوفر).